# Bahnhof Forst Hilti
Bahnhof Forst Hilti vasútállomás Liechtensteinben, Schaan külvárosában, a Feldkirch–Buchs-vasútvonalon. Az állomást érintő vonatokat az osztrák ÖBB üzemelteti.
Egyike a négy, Liechtensteint kiszolgáló vasútállomásnak. A Hilti Corporation székhelye előtt, Schaan külvárosában található. Az állomásra naponta tizennyolc vonat közlekedik, kilenc Svájc és kilenc Ausztria irányából.

## Vasútvonalak
Az állomást az alábbi vasútvonalak érintik:
- Feldkirch–Buchs-vasútvonal

## Kapcsolódó állomások
A vasútállomáshoz az alábbi állomások vannak a legközelebb:
- Bahnhof Nendeln
- Bahnhof Schaan-Vaduz

## Lásd még
- Liechtenstein vasúti közlekedése